# The Handmaid's Tale (TV-serie)
The Handmaid's Tale är en amerikansk TV-serie från 2017 skapad av Bruce Miller. Serien bygger på romanen med samma namn (svensk titel: Tjänarinnans berättelse) från 1985 skriven av Margaret Atwood. Första säsongen av The Handmaid's Tale består av 10 avsnitt och hade premiär 26 april 2017 på Hulu. Serien har sänts i sex säsonger  och den sista säsongen hade premiär 2025.  Huvudrollen June/Offred spelas av Elisabeth Moss.
Den första säsongen bygger på Atwoods bok, medan övriga säsonger är fristående fortsättningar. Serien har fått god kritik och bland annat nominerats till 44 Emmy Awards varav den vunnit 14 priser, bland annat för Bästa dramaserie. The Handmaid's Tale har även nominerats till fem Golden Globe Awards och vunnit två, inklusive som Bästa dramaserie.

## Handling
Serien utspelar sig i en dystopisk framtid där en totalitär religiös teokratisk regering styr landet Gilead, det tidigare USA, som härjas av inbördeskrig. Fertila kvinnor grips och blir till slavar hos barnlösa familjer.

## Rollista i urval

### Huvudroll
- Elisabeth Moss – June/Offred/Ofjoseph
- Joseph Fiennes – Commander Fred Waterford
- Yvonne Strahovski – Serena Joy Waterford
- Alexis Bledel – Emily/Ofglen
- Madeline Brewer – Janine/Ofwarren
- Ann Dowd – Aunt Lydia
- O. T. Fagbenle – Luke
- Max Minghella – Nick
- Samira Wiley – Moira
- Amanda Brugel – Rita
- Bradley Whitford – Commander Joseph Lawrence

### Återkommande
- Stephen Kunken – Commander Warren Putnam
- Ever Carradine – Naomi Putnam
- Tattiawna Jones – Lillie Fuller
- Nina Kiri – Alma/Ofrobert
- Jenessa Grant – Dolores / Ofsamuel
- Bahia Watson – Brianna / Oferic
- Jordana Blake – Hannah Bankole / Agnes MacKenzie
- Edie Inksetter – Aunt Elizabeth
- Kristen Gutoskie – Beth
- Erin Way – Erin
- Clea DuVall – Sylvia
- Cherry Jones – Holly Maddox
- Sydney Sweeney – Eden Spencer
- Sam Jaeger – Mark Tuello
- Greg Bryk – Commander Ray Cushing
- Rohan Mead – Isaac
- Julie Dretzin – Eleanor Lawrence
- Ordena Stephens-Thompson – Frances
- Ashleigh LaThrop – Natalie / Ofmatthew
- Sugenja Sri – Sienna
- Jonathan Watton – Commander Matthew Calhoun
- Christopher Meloni – High Commander George Winslow
- Elizabeth Reaser – Olivia Winslow
- Sarah McVie – Lena